# Савина, Нина Васильевна
Ни́на Васи́льевна Са́вина (29 сентября 1915, Петроград, Российская империя — 1965, Ленинград, СССР) — советская гребчиха, бронзовый призёр Олимпийских игр. Заслуженный мастер спорта СССР (1952).

## Карьера
На Олимпийских играх 1952 года Нина выиграла бронзовую медаль, уступив австрийке Гертруде Либхарт и финке Сильви Саймо.
Семнадцатикратная чемпионка СССР: в 1936 году Савина выиграла первенство в байдарках-одиночках на 1000 метров. Эту же дистанцию она выигрывала в 1946, 1948 и 1951 годах. В 1947 и 1948 годах Нина выиграла чемпионат в байдарках-одиночках на 2000 метров, а с 1949 по 1952 год становилась чемпионкой на дистанции 3000 метров. Также она два раза выигрывала в байдарке-одиночке 500 метров, эстафету 4×500 метров в байдарках-одиночках и различные дистанции в байдарках-двойках.
Тренировалась под руководством своего старшего брата Нила Савина.
Похоронена на Большеохтинском кладбище Санкт-Петербурга.

## Образование и работа
В 1947 году окончила 1-й Ленинградский медицинский институт, затем работала старшим научным сотрудником Ленинградского научно-исследовательского института физической культуры.
Кандидат медицинских наук.

## Награды
- Орден «Знак Почёта» (27.04.1957) — «за успехи, достигнутые в деле развития массового физкультурного движения в стране, повышения мастерства советских спортсменов, и успешное выступление на международных соревнованиях